# Ceratonykus oculatus
Il ceratonico (Ceratonykus oculatus) è un dinosauro saurischio appartenente agli alvarezsauridi. Visse nel Cretaceo superiore (Campaniano, circa 75 milioni di anni fa) e i suoi resti sono stati ritrovati in Mongolia.

## Descrizione
Questo dinosauro, noto per uno scheletro molto incompleto, non doveva superare il metro di lunghezza. Come molti suoi parenti stretti, anche Ceratonykus possedeva lunghe zampe posteriori adatte alla corsa e brevi zampe anteriori dotate di un grande dito artigliato. I resti comprendono le ossa della zampa anteriore, che erano dotate di proiezioni simili a speroni (che potrebbero rappresentare i rudimenti del quarto e del quinto dito), alcune vertebre cervicali e caudali, parte dei cinti pettorale e pelvico, gran parte delle zampe posteriori e un cranio incompleto. Sembra che la scatola cranica possedesse una forma insolita, a suggerire che il cervello di questo animale fosse piuttosto diverso da quello di molti altri teropodi, compresi gli uccelli.

## Classificazione
Il ceratonico appartiene agli alvarezsauri, un gruppo di dinosauri teropodi la cui classificazione in passato è stata oggetto di dibattito. Inizialmente considerati affini agli ornitomimosauri (o dinosauri - struzzo), sono stati in seguito considerati uccelli e poi teropodi posti su un ramo collaterale. La scoperta di Ceratonykus ha aiutato a gettare luce sui reali vincoli filogenetici di questo gruppo: nello studio di Alifanov e Barsbold (2009) in cui si descrive Ceratonykus, si fa notare che le somiglianze tra il cranio degli alvarezsauri e quello degli uccelli sono solo superficiali, e rappresentano un fenomeno di convergenza evolutiva.